# Sol de inverno
Chansons représentant le Portugal au Concours Eurovision de la chanson
Oração
(1964) Ele e ela
(1966)
Sol de inverno (« Soleil d'hiver ») est une chanson interprétée par Simone de Oliveira, sortie en 1965. C'est la chanson représentant le Portugal au Concours Eurovision de la chanson 1965.
Elle a également été enregistrée par Simone de Oliveira en espagnol sous le titre Sol de invierno.

## À l'Eurovision

### Sélection
La chanson est sélectionnée le 6 février 1965 lors du Festival da Canção 1965, pour représenter le Portugal au Concours Eurovision de la chanson 1965 le 20 mars à Naples, en Italie.

### À Naples
La chanson est intégralement interprétée en portugais, langue officielle du Portugal, comme le veut la coutume avant 1966. L'orchestre est dirigé par Fernando de Carvalho.
Sol de inverno est la douzième chanson interprétée lors de la soirée du concours, suivant N'avoue jamais de Guy Mardel pour la France et précédant Se piangi, se ridi de Bobby Solo pour l'Italie.
À l'issue du vote, elle obtient 1 point, se classant 13e — à égalité avec Karusell de Kirsti Sparboe pour la Norvège — sur 18 chansons,.

## Liste des titres
| A1. | Sol de inverno       | Jerónimo Bragança, Carlos Nóbrega e Sousa |  |
| A2. | A rua do desencontro |                                           |  |
| B1. | De degrau em degrau  |                                           |  |
| B2. | Silhuetas ao luar    |                                           |  |

## Historique de sortie
| Pays           | Date | Format              | Label               |
| -------------- | ---- | ------------------- | ------------------- |
| Afrique du Sud | 1965 | super 45 tours (EP) | Continental Records |
| Espagne        | 1965 | super 45 tours (EP) | Decca               |
| France         | 1965 | super 45 tours (EP) | Decca               |
| Italie         | 1965 | 45 tours            | Decca               |
| Portugal,      | 1965 | super 45 tours (EP) | Decca               |